# Typhlocypris trigonella
Typhlocypris trigonella là một loài động vật giáp xác thuộc họ Cyprididae. Đây là loài đặc hữu của Slovenia.